# Saunders Lewis
Saunders Lewis (właśc. John Saunders Lewis, ur. 15 października 1893 w Wallasey, zm. 1 września 1985) – walijski dramato- i powieściopisarz, poeta, krytyk literacki, historyk i polityk. Jeden z założycieli Partii Narodowej Walii, Plaid Genedlaethol Cymru. Autor ponad dwudziestu dramatów w języku walijskim, m.in. Blodeuwedd i Siwan oraz modernistycznej powieści Monica. Jego wykład radiowy Tynged yr Iaith („Los języka”, 1962) stał się zarzewiem do walki o prawa osób walijskojęzycznych. Jeden z najważniejszych intelektualistów walijskich XX wieku.

## Wczesne lata i początek kariery literackiej
John Saunders Lewis (przez całe życie używał wyłącznie drugiego imienia) był synem pastora kościoła walijskich kalwińskich metodystów, Lodwiga Lewisa, i Mary Margaret Lewis. Mimo faktu zamieszkania w Liverpoolu i anglojęzycznej edukacji Lewis i jego dwaj bracia wychowywani byli w języku walijskim. Po przedwczesnej śmierci matki na gruźlicę, gdy miał niespełna siedem lat, Lewis wychowywany był przez ojca i ciotkę.
Ukończył męskie liceum w Liscard, a w roku 1911 podjął studia filologii angielskiej z elementami języka francuskiego na Uniwersytecie Liverpoolskim. Studia przerwał wybuch I wojny światowej, podczas której Lewis otrzymał stopień oficerski i został wysłany do Francji. Jako porucznik w pułku South Wales Borderers uczestniczył w walkach nad Sommą. Podczas wojny Lewis zaczął odczuwać mocną więź ze swoją ojczyzną oraz pragnienie poświęcenia się w przyszłości sprawom narodowym, a w szczególności ochronie walijskiej kultury i języka. Zafascynował się również kulturą francuską, co znalazło mocne odzwierciedlenie w jego późniejszej twórczości.
Gdy wojna dobiegła końca, Lewis powrócił do Liverpoolu i ukończył studia licencjackie. Przez krótki czas pracował jako bibliotekarz, a w 1922, po otrzymaniu tytułu magistra, został wykładowcą literatury na nowopowstałym wydziale języka walijskiego na Uniwersytecie w Swansea. W tym samym roku stał się jednym z założycieli czasopisma literackiego „Y Llenor” („Literat”), w którym aktywnie publikował. W 1924 r. ożenił się z poznaną podczas studiów Margaret Gilchrist, po latach ukrywania związku przed obiema rodzinami z powodu odmienności wyznania, gdyż Margaret była katoliczką irlandzkiego pochodzenia. Między innymi pod jej wpływem Lewis zaczął interesować się wiarą katolicką i powoli porzucał wyznanie protestanckie. W 1926 r. urodziła się jedyna córka Lewisów, Mair (zm. 2011).
W okresie pracy w Swansea Lewis zdobył rozgłos jako krytyk literacki, szczególnie za sprawą przełomowej pracy Williams Pantycelyn (1927). Podejmował też pierwsze próby dramatyczne. W 1930 r. opublikował modernistyczną powieść Monica, która wzbudziła w Walii olbrzymie kontrowersje z uwagi na odważne podjęcie tematyki kobiecej seksualności i eksperymentalny język.

## Plaid Genedlaethol Cymru i sprawa Penyberth
W 1925 r. Lewis wraz z grupą walijskich intelektualistów założył autonomiczną i nacjonalistyczną partię polityczną Plaid Genedlaethol Cymru, Narodową Partię Walii (w późniejszych latach nazwę skrócono do Plaid Cymru), a w 1926 został jej przewodniczącym. Głównym założeniem partii było wyzbycie się poczucia niższości wobec innych krajów Europy i kształtowanie walijskiej tożsamości narodowej. Członkowie partii starali się bronić języka walijskiego i zachęcali do tego innych. Lewis postulował, że Walijczycy powinni odrzucić nadmierne przywiązanie do Anglii i postrzegać swoją ojczyznę jako jeden z krajów, które stworzyły cywilizację Europy. Uważał, że celem polityki jest obrona cywilizacji opartej na tradycji chrześcijańskiej i małych wspólnotach zagrożonej przez hegemonię państwa. W okresie wielkiego kryzysu gospodarczego w latach 30. Lewis organizował akcje pomocy dla bezrobotnych i układał przy pomocy swoich współpracowników program gospodarczy Plaid Cymru, polegający na „deproletaryzacji” klasy robotniczej. Proponował drogę środka pomiędzy międzynarodowym socjalizmem a kapitalizmem poprzez podział ziemi między robotników na wzór skandynawskich koorperatyw. Partia Walii nie zdobyła jednak poparcia wśród wyborców w okresie międzywojennym, między innymi ze względu na kontrowersje, jakie wzbudzało oficjalne przejście Lewisa na katolicyzm w 1932 r. oraz postulowanie jednojęzyczności Walii tzn. posługiwania się przez wszystkich językiem walijskim, który już wówczas był językiem mniejszości.

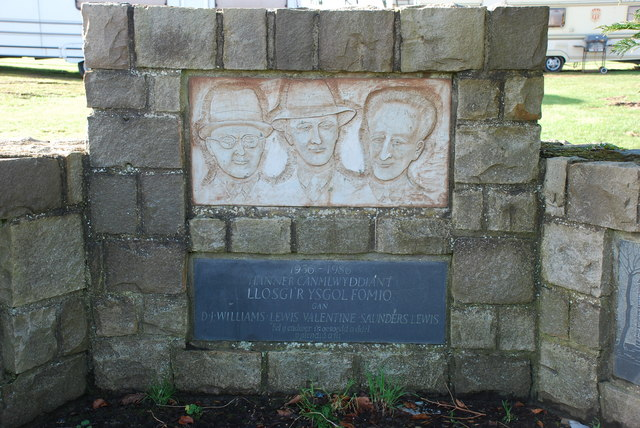
Tablica upamiętniająca podpalenie w Penyberth, od lewej: D.J. Williams, Lewis Valentine, Saunders Lewis

W 1936 wraz z dwoma kolegami, D.J. Williamsem i Lewisem Valentinem, Lewis dokonał kontrowersyjnego aktu politycznego, podpalając materiały budowlane przeznaczone na budowę lotniska wojskowego RAF w Penyberth (Penrhos). Bezpośrednio po dokonaniu podpalenia Lewis i jego towarzysze sami oddali się w ręce władz. Był to protest o charakterze narodowym, gdyż wcześniej rząd angielski, całkowicie ignorując protesty wielu tysięcy Walijczyków, zdecydował o zburzeniu w Penyberth posiadłości, która była istotna dla historii kultury walijskiej. Jeszcze przed rozpoczęciem procesu o podpalenie Lewis został zwolniony przez uniwersytet ze stanowiska wykładowcy. W swojej mowie obronnej przed sądem w Caernarfon wygłoszonej 16 października 1936 r. Lewis odwoływał się do kluczowej w swojej filozofii idei „prawa moralnego”, które stoi ponad prawem państwowym i toczy z nim odwieczną walkę. Ponieważ rozprawa zakończyła się brakiem werdyktu, niepewny kolejnego wyroku walijskich sędziów prokurator generalny zdecydował o przeniesieniu sprawy do Londynu, co było zdarzeniem bez precedensu. W geście sprzeciwu oskarżeni odmówili podczas drugiej rozprawy mówienia po angielsku. W styczniu 1937 r. cała trójka została skazana na dziewięć miesięcy więzienia w londyńskim Wormwood Scrubs.
Po zwolnieniu z więzienia we wrześniu 1937 r. Lewis powrócił do Walii, gdzie utrzymywał się początkowo z pracy na roli i pisania felietonów, później pracował jako nauczyciel i inspektor szkolny. Na miesiąc przed wybuchem drugiej wojny światowej zrezygnował ze stanowiska przewodniczącego Plaid Cymru. Ostatni raz aktywnie zaangażował się w politykę w 1943 r., startując z ramienia swojej partii w wyborach uzupełniających do parlamentu w okręgu University of Wales, które przegrał. Porzuciwszy działalność polityczną, Lewis nadal brał nadal aktywny udział w życiu kulturalnym, publikował krytykę literacką i dramaty. W 1952 r. otrzymał posadę wykładowcy na Uniwersytecie w Cardiff. Po przejściu na emeryturę wycofał się z polityki i oddał się pisaniu.

## Twórczość
Głównym środkiem twórczym Lewisa był dramat. Opublikował ponad dwadzieścia autorskich sztuk, a także tłumaczenia dramatów Moliera i Becketta. Wydał również dwie powieści: Monica (1930) i Merch Gwern Hywel (1964) oraz dwa tomy wierszy.
Kariera Lewisa jako dramatopisarza zaczęła się wraz z wydaniem angielskojęzycznej sztuki The Eve of Saint John (1920), jednakże wszystkie jego kolejne dramaty powstały w języku walijskim, poczynając od Gwaed yr Uchelwyr („Szlachecka krew", 1922). W latach 1923–1957 posługiwał się w dramatach wierszem metrycznym lub wolnym. W 1937 r., podczas pobytu Lewisa w więzieniu, wyemitowany został jego dramat radiowy Buchedd Garmon („Żywot Germana"), alegoria polityczna zawierająca patriotyczny monolog Gwinllan a roddwyd i'm gofal, który bywa często wykonywany jako pieśń. Największe uznanie publiczności i krytyki zyskały pisane wierszem dramaty Blodeuwedd (1948) i Siwan (1957), w których Lewis ujawnił talent do wydobywania współczesnego znaczenia z legend i materiałów historycznych oraz stworzył skomplikowane tytułowe postaci kobiece. Blodeuwedd jest twórczą adaptacją „Czwartej gałęzi Mabinogi", kanonicznego tekstu w literaturze walijskiej, zaś Siwan opowiada historię autentycznej postaci XIII-wiecznej walijskiej księżnej, żony Llywelyna Wielkiego.
W latach 50. Lewis zaczął tworzyć dramaty prozą o tematyce bardziej współczesnej: osadzony w niezidentyfikowanym komunistycznym kraju Gymerwch chi sigaret? („Papierosa?", 1955) i opowiadający o zamachu na Hitlera Brad („Zdrada", 1958). Powstał także biblijny dramat Estera (1959) oparty na Księdze Estery, zawierający jednak także aluzje do II wojny światowej i rzeczywistości lat 50. W latach 60. dramatopisarz zainteresował się teatrem absurdu, czego wyrazem była m.in. jednoaktówka Yn y Trên („W pociągu", 1965) oraz przetłumaczenie na walijski Czekając na Godota. Rozczarowanie związane z przemianami społecznymi w Walii w tym okresie zostało silnie uwidocznione w dramacie Cymru Fydd („Walia przyszłości",1967), który wzbudził kontrowersje i uważany jest za ostatnie znaczące dzieło Lewisa. Ostatnie sześć sztuk dramatopisarza napisanych w latach 1968-1978 dla radia i telewizji nie zdobyło większej popularności.
Utwory Lewisa w znacznej mierze odzwierciedlają jego przekonania etyczne, religijne i polityczne. Kluczową rolę pełni napięcie pomiędzy obowiązkiem wobec społeczeństwa a indywidualnymi pragnieniami człowieka; jest to szczególnie widoczne w dziełach, których głównymi bohaterkami są kobiety (Gwaed yr Uchelwyr, Monica, Blodeuwedd, Siwan, Estera). Skomplikowane przedstawienie kobiet, wraz z nadawaniem im sprawczości i poruszaniem tematyki kobiecej seksualności wyróżnia Lewisa na tle walijskich pisarzy pierwszej połowy XX wieku. Szereg dramatów (Buchedd Garmon, Gymerwch Chi Sigaret?, Brad, Estera) przedstawia bohaterów, którzy spełniają swój moralny obowiązek, dokonując dramatycznego wyboru w zgodzie ze swoimi przekonaniami, i płacą za to wysoką cenę, co jest do pewnego stopnia odzwierciedleniem kariery politycznej Lewisa.
Lewis uznawany jest za jedną z najbardziej znaczących postaci w historii walijskiego teatru. Przez całe życie angażował się w działania mające na celu profesjonalizację walijskiej sceny teatralnej, a w swojej twórczości jako pierwszy walijski dramatopisarz odważył się przekroczyć granice wyznaczone na początku XX wieku przez realizm i naturalizm. Choć za życia twórczość i osoba Lewisa spotykała się niejednokrotnie z ostrą krytyką, w XXI wieku nastąpił wzrost popularności jego dzieł dramatycznych. Szczególnie sztuki Blodeuwedd i Siwan wykonywane są często na scenach teatralnych i czytane w walijskich szkołach.

## Tynged yr Iaithi ostatnie lata
Trzynastego lutego 1962 r. Saunders Lewis wygłosił w radiu BBC wykład o charakterze historycznym pt. Tynged yr Iaith („Los języka"), w którym przestrzegał przed śmiercią języka walijskiego, jeżeli nie zostaną podjęte natychmiastowe działania; wzywał także do oporu wobec polityki angielskiego rządu dyskryminującej osoby walijskojęzyczne. Wykład okazał się kluczowy dla historii Walii, gdyż zainspirował grupę młodych ludzi do utworzenia w tym samym roku Towarzystwa Języka Walijskiego, Cymdeithas yr Iaith Gymraeg. Działania tej organizacji w postaci aktów obywatelskiego nieposłuszeństwa i pokojowych protestów doprowadzały stopniowo w kolejnych dekadach do zwiększenia praw osób walijskojęzycznych i podniesienie statusu walijskiego do oficjalnego języka Walii.
W ostatnich latach życia Lewis traktowany był jako postać niezwykle zasłużona dla walijskiej kultury. Grupa intelektualistów zrzeszona w organizacji Academi Gymreig trzykrotnie, w latach 1970, 1977 i 1981, zgłaszała go do literackiej Nagrody Nobla. W 1983 r. Uniwersytet Walii przyznał mu doktorat honoris causa. W końcowym okresie życia pisarz zmagał się z ciężkimi chorobami. Zmarł na kilka tygodni przed ukończeniem dziewięćdziesięciu dwóch lat.

## Źródła w języku polskim
- Saunders Lewis, Dramaty. Blodeuwedd. Siwan. Estera. Łódź: Officyna (2024), przełożyła i opracowała Marta Listewnik.

## Źródła w języku angielskim
- Alun R. Jones i Gwyn Thomas, red., Presenting Saunders Lewis, Cardiff: University of Wales Press, 1983.
- Glyn Jones i John Rowlands, red. Profiles: A visitors’ guide to writing in twentieth century Wales. Llandysul: Gomer Press, 1980
- Tudur Hallam, „The Legacy of Saunders Lewis”. W: The Cambridge History of Welsh Literature, red. Geraint Evans i Helen Fulton, 507–528. Cambridge: Cambridge University Press, 2019
- Saunders Lewis, The plays of Saunders Lewis. Tłum. Joseph P. Clancy, t. 1-4. Llandybie: Christopher Davies, 1985-1986
- Saunders Lewis, Letters to Margaret Gilchriest, red. Mair S. Jones, Ned Thomas, Harri Pritchard Jones. Cardiff: University of Wales Press, 1993
- Saunders Lewis, Monica, tłum. Meic Stephens. Bridgend: Seren, 1997
- Ioan Williams, A Straitened Stage: A Study of the Theatre of J. Saunders Lewis. Bridgend: Seren Books, 1991